# Louise Ebrel
Pour les articles homonymes, voir Ebrel.
Louise Ebrel, née le 27 juillet 1932 à Treffrin dans les Côtes-du-Nord (actuellement Côtes d'Armor) et morte le 30 mars 2020 à Quimper (Finistère), est une chanteuse bretonne, issue de parents eux-mêmes chanteurs, Eugénie Goadec (une des sœurs Goadec) et Job Ebrel. Son répertoire est composé de chants traditionnels, à danser (kan ha diskan) ou à écouter (gwerz).
De 1991 à 2006, elle a accompagné le chanteur poète Denez Prigent dans le cadre de concerts en duo mais également dans sa formation de musiciens. À partir de 1996, elle chante régulièrement avec Ifig Flatrès en kan ha diskan en fest-noz et avec le groupe Dremmwell. À partir de 2006, elle se produit également sur les scènes bretonnes avec le groupe punk Les Ramoneurs de menhirs et les rockeurs de Red Cardell. 

## Biographie

### Un héritage musical et culturel refoulé
Louise Ebrel est née à Treffrin, en pays Fisel, le 27 juillet 1932. Fille d'Eugénie Goadec, dit Tanie (une des trois sœurs Goadec) et de Job Ebrel, lui-même grand chanteur, elle est initiée au chant breton dès l'enfance. Elle entend ces chansons bretonnes qui furent transmises sur feuilles volantes, en breton, comme la gwerz Ti Eliz Iza mais aussi en gallo, comme la complainte Maritza, et du chant à danser en kan-ha-diskan.
Dès son premier jour de classe, à l'école de Trebrivan, elle vit la discrimination française envers la langue bretonne, en ayant droit à « la vache », un bout de bois en symbole de punition, ou en étant enfermée dans un cagibi, âgée de 6 ou 7 ans, après avoir été surprise par l'institutrice à parler en breton avec une copine. À 11 ans, pour le certificat d'études, comme le maître ne savait pas chanter, elle dirige le chant . En dehors de l'école, elle chante à la messe et au catéchisme (son grand-père était sacristain). 

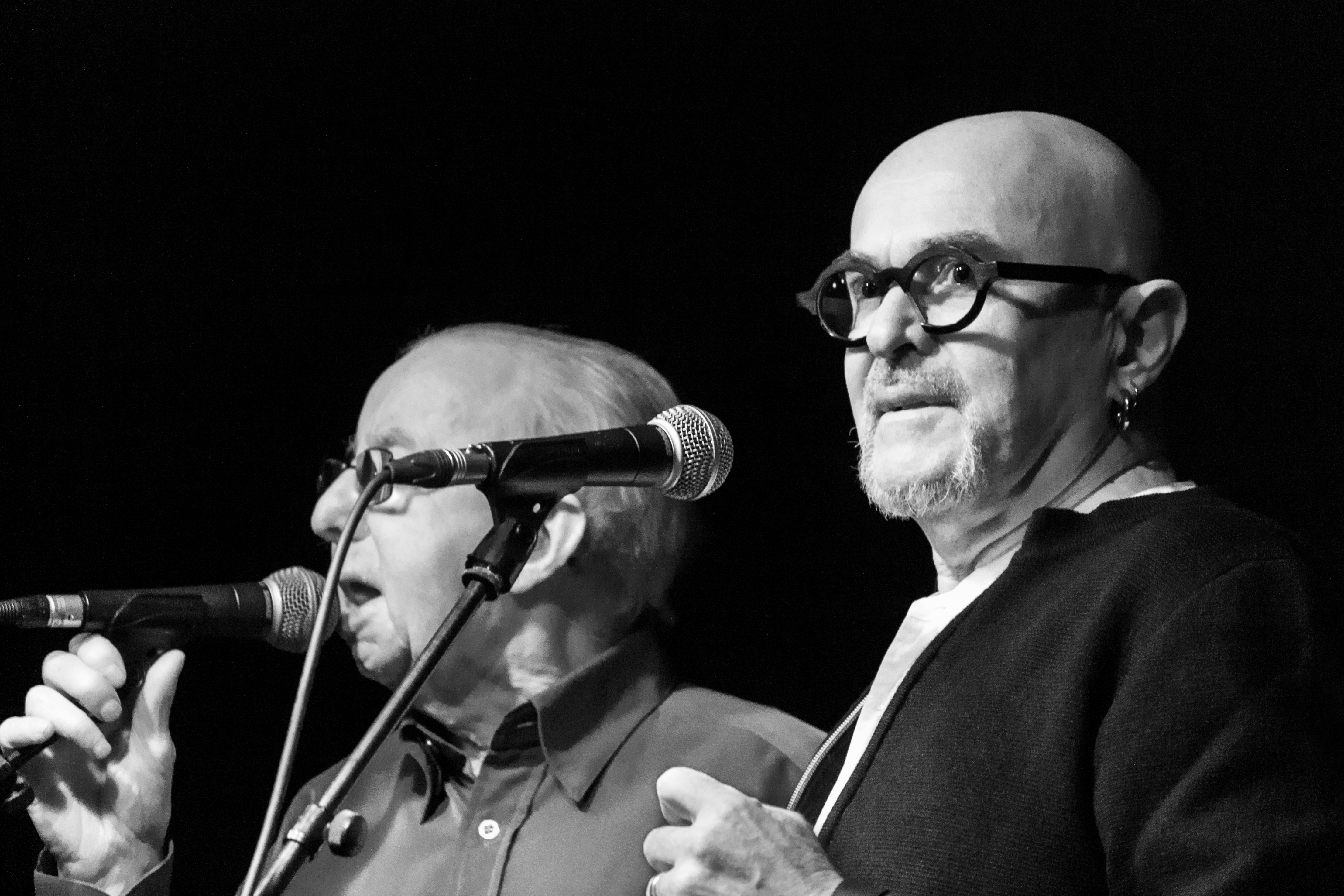
Yann-Fañch Kemener

Au début des années 1950, en plein milieu d'une vague d'émigration « qui tenait à la fois à de la saignée et du génocide culturel organisé », elle « monte » à Paris mais n'y reste que six mois. Elle connaît des petits métiers comme employée de maison à Paris et travaille pendant vingt ans dans la restauration, où elle chante pour le plaisir des clients, que ce soit en Haute Cornouaille ou en pays Bigouden. Mais Louise Ebrel, mariée à 21 ans, mère de deux filles et veuve à 24 ans, se consacre en priorité à sa famille. Après un deuxième mariage malheureux et une troisième fille, Louise Ebrel se retrouve à Quimper, sans ses filles. Elle intègre l'usine Bonneterie d’Armor et se remarie avec Albert Quelven de Loctudy.
Trop intimidée par la notoriété de sa mère et de ses tantes pour chanter en breton, c'est par Édith Piaf, Marcel Mouloudji ou Luis Mariano qu'elle débute, sollicitée pour animer des mariages et des repas. Jusqu'au jour où elle pousse la porte d'un stage de kan-ha-diskan animé par Yann-Fañch Kemener, qu'elle entend chanter à la radio le répertoire de sa famille. En 1994, à la demande de sa fille, Eugénie Goadec accepte de se produire à nouveau sur scène à l'occasion de son 85e anniversaire et d'enregistrer un album en sa compagnie (Gwriziou). Sa mère chante sur scène pour la dernière fois en 1997, aux 25 ans de chant de Yann-Fanch Kemener.

### Kan ha diskanen fest-noz et collaborations

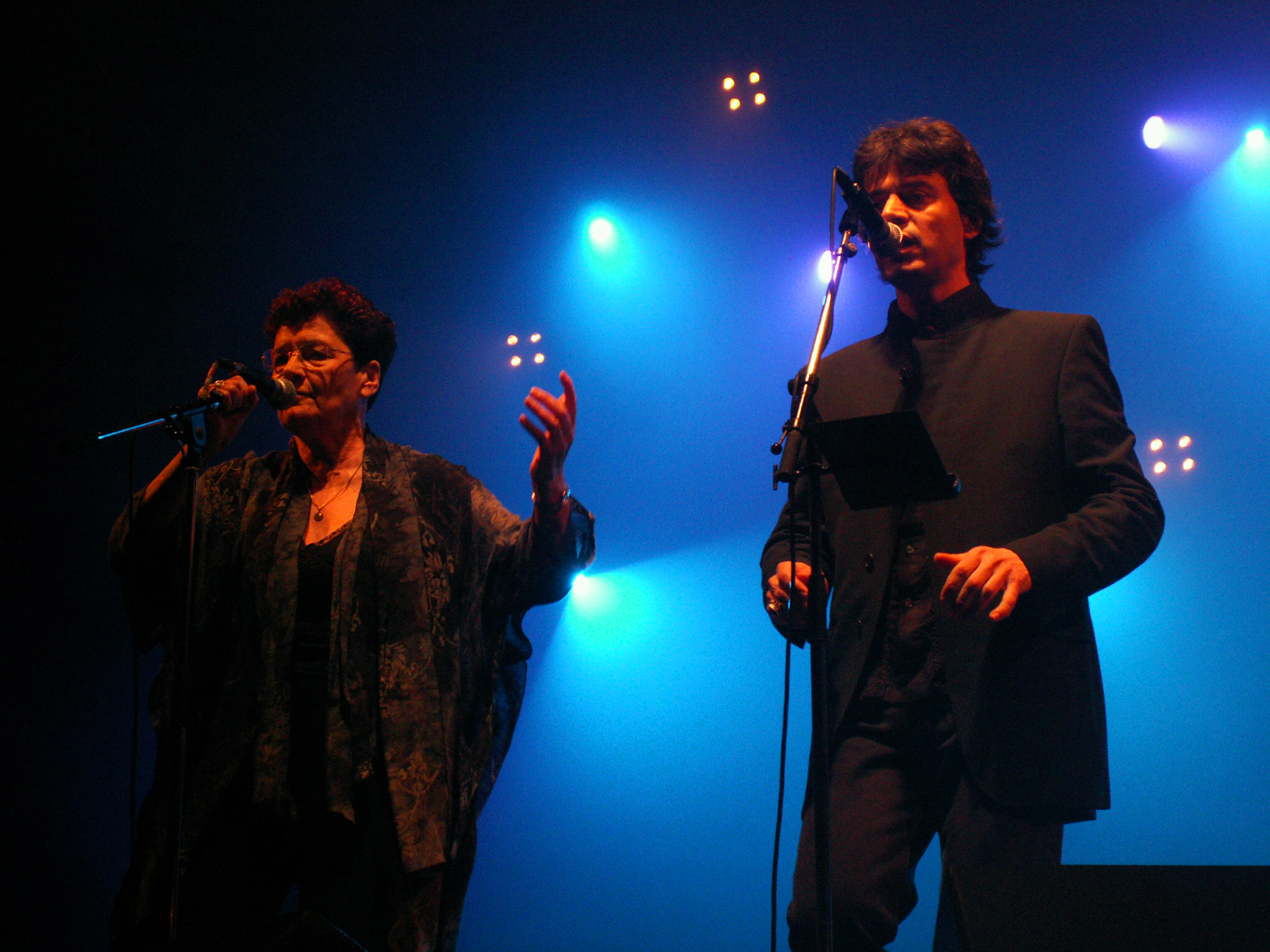
Louise Ebrel et Denez Prigent à St Quay Portrieux en 2006.

Louise Ebrel se produit sur scène pour la première fois en 1973, aux Fêtes de Cornouaille, à l'invitation de Jean Coroller, en pleine renaissance culturelle. À partir de là, elle enchaîne les prestations et les rencontres ; en couple avec Hervé Vilieu, puis avec Rolland Péron de Riec-sur-Belon, avant d'entamer une carrière à plus grande échelle avec le léonard Denez Prigent. « Une fois les enfants élevés et ma retraite prise, explique-t-elle, j'ai eu plus de temps et de facilités pour chanter ». 

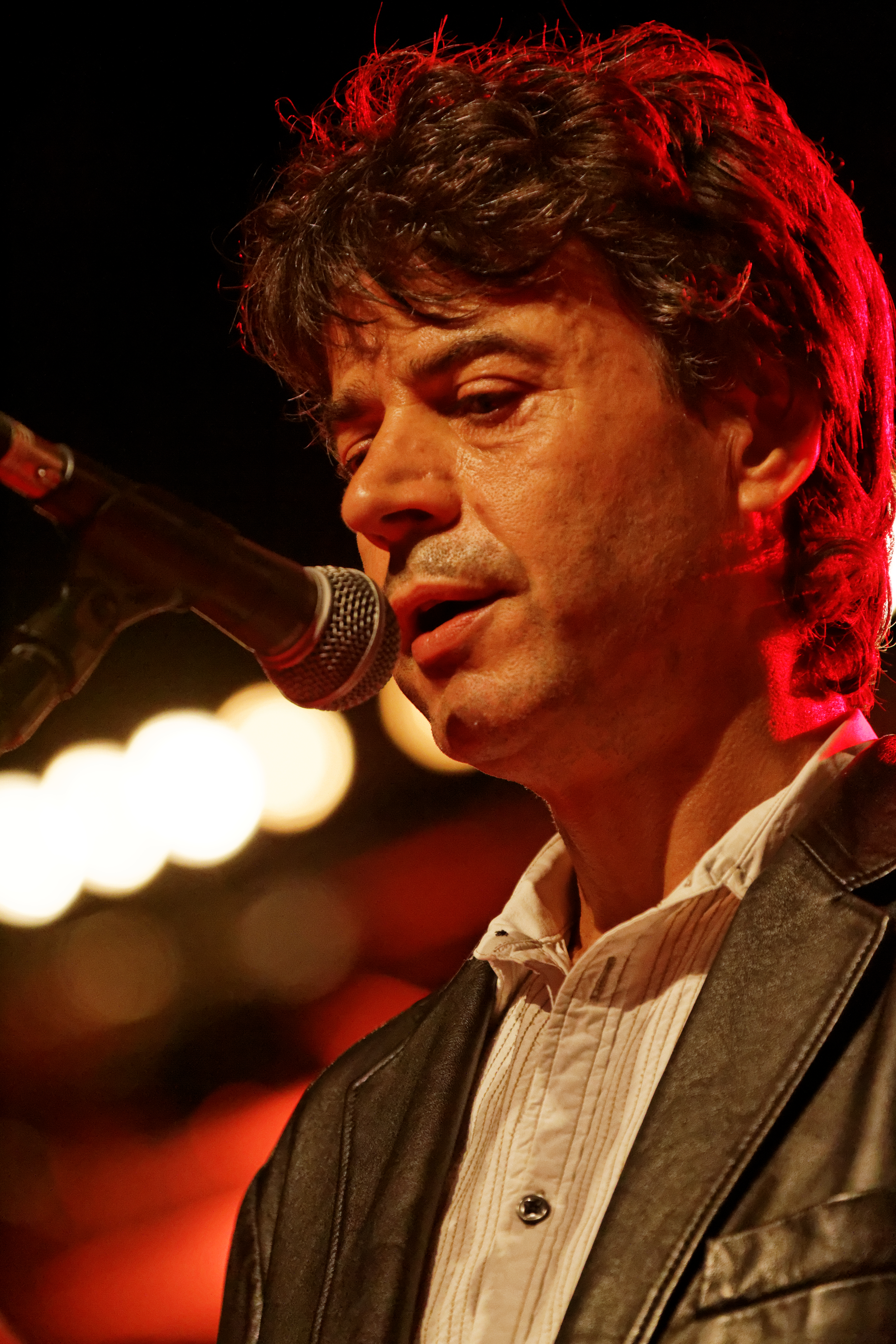
Denez Prigent en 2014.

Elle rencontre Denez Prigent aux soirées organisées par l'association Emgleo au Guilvinec et chante avec lui une gavotte des sœurs Goadec. Elle décide d'aller le voir un soir chanter à Run-ar-Puñs à Chateaulin et le chanteur lui propose, après un rappel, d'interpréter sur scène avec lui E ti Eliz Iza. Le groupe toulousain Fabulous Trobadors programmé également dans la soirée (et chantant également sur le mode du chant à répondre) est témoin de cette prestation commune improvisée, dont l'un des chanteurs était loin d'imaginer qu'il s'agissait de la première fois. 
Fort de ce succès, on les invitera au théâtre Max-Jacob de Quimper où ils seront pour l'occasion accompagné par le clarinettiste Bernard Subert . Entre 1991 et 1995, ils feront ensuite de nombreux concerts, lors festivals importants comme les Francofolies de La Rochelle, les Eurofolies de Marne La Vallée, La Cave Dîmière à Paris, les Hespérides de Plounéour-Trez, à Lorient, Toulouse, Périgueux, Paris-Bercy, Cachan, dans les îles (Corse, La Réunion, Ré) et à l'étranger (Suisse, Allemagne, Belgique). Leur duo dure une quinzaine d'années. Lorsqu'il sera entouré de musiciens, Denez continuera à l'inviter sur scène à l'occasion, par exemple lors de ses deux représentations au Théâtre de la Ville à Paris en 2004. Leur duo attirera par ailleurs l'attention des médias et ils seront invités entre autres sur le plateau du Cercle de Minuit en 1995 et Des mots de minuit en 2003. 
En 1994, sur une idée de Jean-Yves Le Corre de Coop Breizh, elle enregistre un disque de kan ha diskan avec sa mère, dont ce sera le dernier enregistrement. Elle enchaîne immédiatement avec un album solo, sous la direction de Denez Prigent, Éric Ollu et Hervé Villeux. Elle a chanté en fest-noz avec Yann-Fañch Kemener, été l'invitée sur scène du groupe Ar Re Yaouank, et animé des ateliers avec des enfants, sensible à la nécessité de transmettre les trésors de l’oralité aux jeunes générations. Elle chante accompagnée par le sonneur Roland Becker ou la harpe celtique de Dominique Bouchaud et joue avec le groupe Dremmwel, ce qui lui permet d'apprendre à placer sa voix, en studio comme sur scène. Elle transmet sa passion du chant à la nouvelle génération, comme Aurélie Hily, Mael Lhopiteau, le rappeur Krismenn les élèves des écoles Diwan à qui elle donne des cours (comme les chanteuses du groupe Eben An Teir) ou Devi Roudaut âgé de 9 ans en 2013.
En 2004, elle enregistre un nouvel album avec Ifig Flatrès, son compère de kan ha diskan depuis 1996, et les musiciens Pierrick Tardivel et Philippe Gloaguen : Tre Tavrin ha Sant Voran. Elle se produit avec le groupe Dremmwel lors de la tournée de l'album Glazik puis dans un concert intitulé Un tamm amzer, accompagnée d'Ifig Flatrès, un récital proposé jusque fin 2005. Elle fait du théâtre et chante dans L'Abri du Marin d'Alain Meneust en 2001 au théâtre de Cornouaille à Quimper, un spectacle de lectures présenté lors de veillées jusqu'en 2003. En 2005, elle joue dans la création Sur les ailes du temps, mise en scène par Vincent Colin, tournant un peu partout en Bretagne et durant quatre semaines à Paris.

### Sur les scènes rock et punk

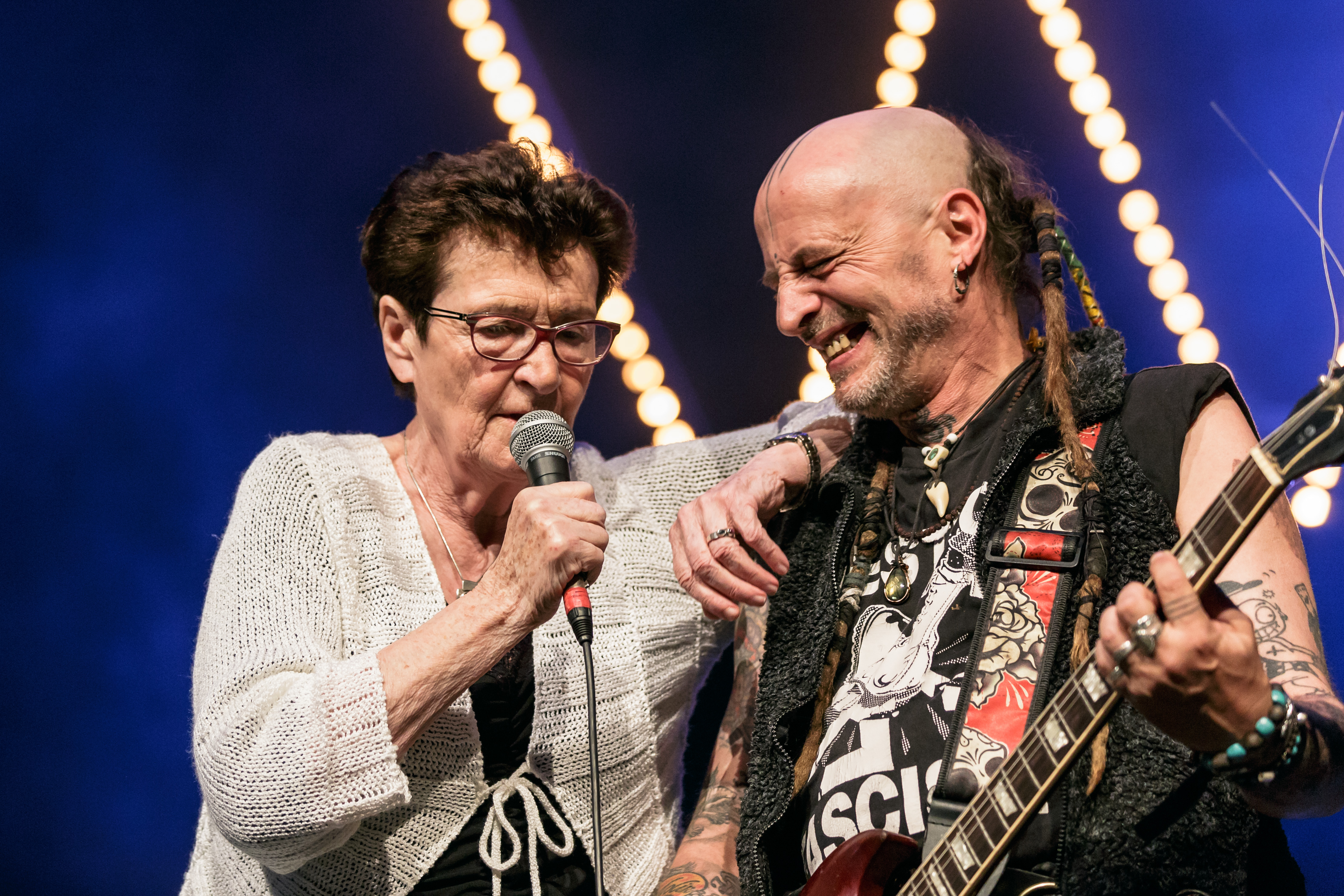
Louise Ebrel avec Loran des Ramoneurs de menhirs en 2017.

Toujours curieuse, Louise Ebrel participe à plusieurs albums de groupes et musiciens bretons dans les années 2000, dont certains rencontrent le succès comme Sarac'h de Denez Prigent, Naître de Red Cardell et le premier album des Ramoneurs de menhirs. Depuis, elle rejoint régulièrement sur scène les rockeurs de Red Cardell et les punks des « Ramoneurs ». Amie avec les sonneurs de couple Éric Gorce et Richard Bévillon, elle rencontre le guitariste Loran, un ex des Bérurier noir, en 2006, qui vient de former le groupe, lors d'un bœuf  sur une gavotte et un plinn au off du festival interceltique de Lorient. Sur les trois albums qui suivent, elle y chante deux ou trois chansons. Elle les accompagne en fest-noz, comme au festival Yaouank, en 2007, 2008, 2009, mais aussi en concert, où certains la surnomment « Louise attaque » parce qu'elle « envoie de l'air ». 

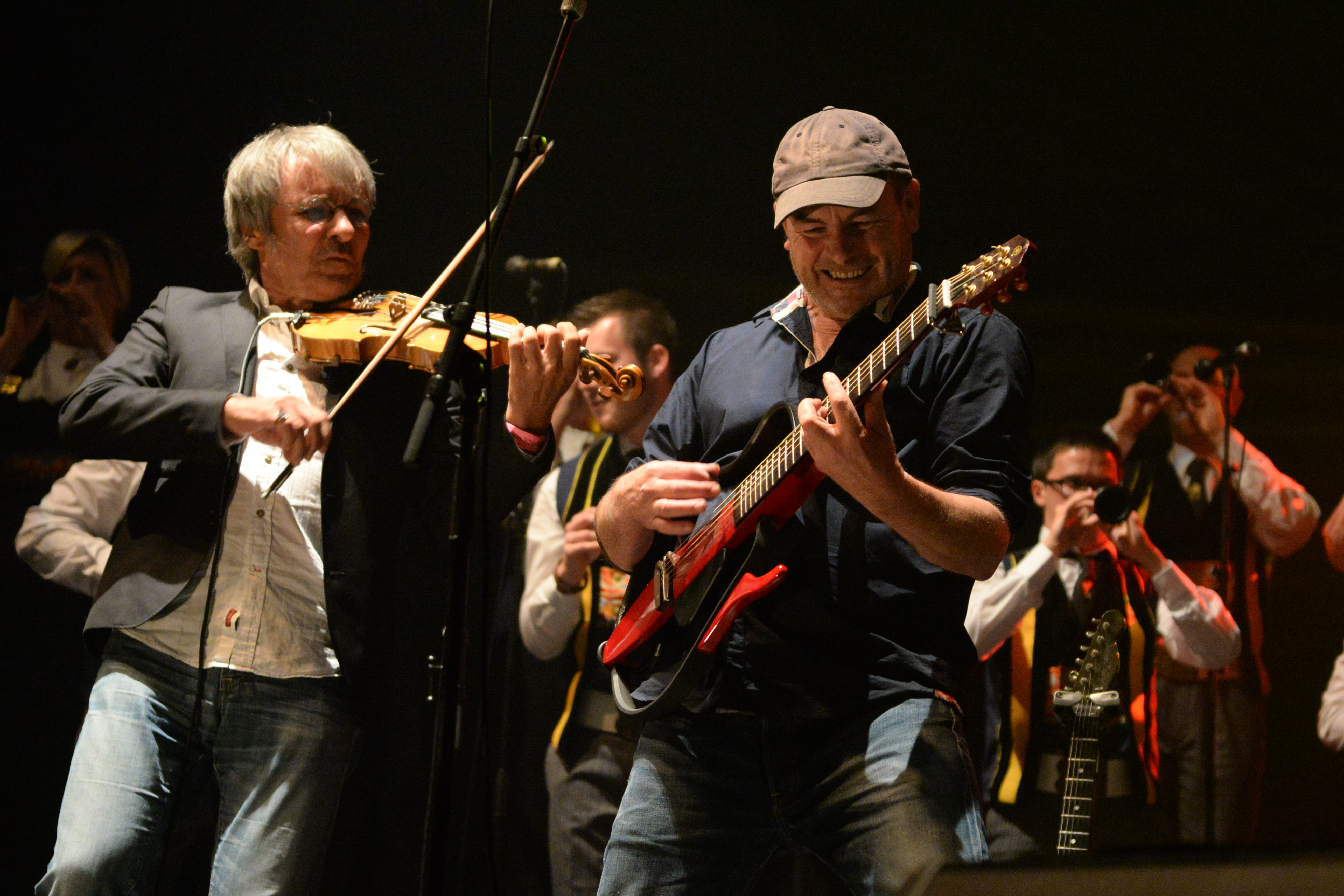
Pierre Sangra et Jean-Pierre Riou de Red Cardell, avec le Bagad Kemper pour Fest-Rock.

Elle intervient sur la tournée Banquet de cristal de Red Cardell, ce qui lui permet de chanter avec Thomas Fersen en 2009. En mai 2009, elle chante sur l'album de Pascal Lamour « Avais-je rêvé » et elle participe à l'enregistrement du concert du 40e anniversaire du bagad Roñsed-Mor le 8 mai 2009, aux côtés de Gilles Servat, Pascal Lamour, Dom Duff, Pat O'May… En juillet 2009, à l'initiative de Jean-Philippe Mauras, une soirée lui est offerte, à l'occasion de ses 80 ans, sur la grande scène du Festival de Cornouaille avec de nombreux invités,. De décembre 2009 à mars 2010, elle réalise l'album Ma Zad Ma Mamm, en invitant des jeunes chanteurs à venir lui donner la réplique. Elle reçoit le « prix coup de cœur » du Grand prix du disque Produit en Bretagne 2011.
Elle participe à la Nuit de la Saint-Patrick, le 20 mars 2010 à Paris-Bercy avec la création Kejaj (« Rencontre ») du bagad de Locoal-Mendon et le groupe de rock celtique Soldat Louis pour le final, interprétant La Blanche Hermine en duo avec Gilles Servat, puis les 2 et 3 avril 2011 au Musikhall de Rennes. À l'occasion de la fête de la Bretagne et en hommage à Youenn Gwernig, elle se rend durant une semaine à New York en mai 2010 pour chanter Tap da sac'h breur kozh dans le Queens et animer le cyber fest-noz des Bretons de New York avec Ifig Flatres et des sonneurs du bagad de New York dans un pub de Times Square. Elle préside le jury du Championnat de Bretagne des chorales 2010.
En 2012, elle fête ses 80 ans lors d'un tour de chant, de la Taverne du Roi Morvan à Lorient le 13 juillet 2012 jusqu’au grand fest-noz à Châteauneuf-du-Faou le 29 septembre. Au festival de Cornouaille 2012, elle rejoint Fest-Rock avec le Bagad Kemper et Red Cardell. Après sa participation sur l'album The Celtic Social Club, elle monte sur la grande scène des Vieilles Charrues pour la première fois avec la création 2014 du festival, The Celtic Social Club dirigé par Manu Masko. La captation vidéo donne lieu à la sortie d'un coffret CD-DVD, intégrant notamment son duo avec le rappeur new-yorkais IC Will, suivi d'une tournée en 2015. Elle retrouve IC Will en guest du concert au TFF Rudolstadt le 4 juillet, le plus important festival folk, world et trad. d'Allemagne. Elle continue de se produire en fest-noz, a cappella ou en duo, et rejoint à l'occasion des ensembles plus traditionnels comme le cercle Brug Ar Menez (spectacle à la Saint-Loup 2015), le bagad Roñsed-Mor (avec Gilles Servat, Pascal Lamour, Pat O'May, à l'Interceltique 2016), Dremmwel (pour une polyphonie corse avec Marco Campana au Cornouaille 2016).
Début 2017, elle participe à l'album Breizh Anok des Ramoneurs de menhirs avec le Bagad Bro Kemperle, et se produit avec l'ensemble l'été. Début 2018, elle enregistre son chant pour le 6e album de Dremmwel, dont une version bilingue corse-breton de Beata funtanella. En mai, elle chante au départ de la Redadeg, course pour le breton, avec les enfants de Diwan Kemper la chanson Tan ha dour (« Feu et eau ») qui a pour thème la transmission de la langue. Elle traverse une période difficile à la suite du décès d'une de ses filles en 2018.
Louise Ebrel s’est éteinte dans son sommeil, dans la nuit du 30 au 31 mars 2020, à l’âge de 87 ans. Les hommages sont nombreux en Bretagne, du président de la région aux grands festivals (Interceltique, Cornouaille, Vieilles Charrues, etc.), les artistes (Alan Stivell, Dan Ar Braz, Nolwenn Leroy...) et ses anciens compagnons de route comme les Ramoneurs de menhirs, qui devaient enregistrer de nouveaux titres avec elle, ou Denez Prigent qui aimerait réunir tous ceux qui l’ont accompagné après l'épidémie du coronavirus. Les rassemblements étant interdits le 10 avril, France Bleu Breizh Izel et Armorique organisent une soirée hommage « Confi'stival » diffusée en direct sur Facebook avec des artistes qui jouent de chez eux. Le 13 juin, la cérémonie funéraire en son honneur se conclut par une gavotte sur le parvis de la cathédrale de Quimper.

## Discographie

### Participations
- 1997 : 20 vloaz Diwan/20 ans Diwan, album collectif, 2 x CD
- 2001 : Glazik, album de Dremmwel, Coop Breizh
- 2002 : Beauport, album collectif, Kerig, KCD 174
- 2004 : Sarac'h, album de Denez Prigent, Barclay
- 2006 : Naître, album de Red Cardell, Keltia Musique
- 2006 : Lans, album de Dremmwel, Dremmwel, DREM 03
- 2006 : Kerne Izel, album d'Éric Gorce et Richard Bevillon (futurs Ramoneurs de menhirs), Du-mañ du-hont, DMDH 01
- 2007 : Dañs an Diaoul, album des Ramoneurs de menhirs, FZM / Coop Breizh en CD et 33 tours
- 2008 : Le Banquet de cristal, album de Red Cardell, Keltia Musique
- 2009 : Kejaj, album du bagad Roñsed-Mor de Locoal-Mendon, Coop Breizh
- 2009 : La Fête au village, album de Red Cardell, Keltia Musique, KMCD 510
- 2010 : Amzer an dispac'h, album des Ramoneurs de menhirs, DMHDH / Coop Breizh (Marijanig) en CD et 33 tours
- 2010 : Nuit de la Saint Patrick, Keltia Musique (CD-DVD)
- 2011 : Le Chant de la mandragore, album de Pascal Lamour, BNC Productions / Coop Breizh
- 2013 : Kazdall part en live, album de Kazdall (Rakc'hoari Louise Ebrel, en prélude)
- 2014 : Tan ar Bobl album des Ramoneurs de menhirs, DMHDH / Coop Breizh (Ar We'enn-Avalow et Ar Paotr Disoursi) en CD et 33 tours
- 2014 : The Celtic Social Club, Keltia Musique (édition deluxe CD-DVD KMCD 631)
- 2017 : Breizh Anok album des Ramoneurs de menhirs, DMHDH / Coop Breizh (Pach punk) en CD et 33 tours
- 2018 : Hirbad, album de Dremmwel, Coop Breizh, DREM05

### Vidéographie
- Rock da Breizh, film documentaire de Erwan Le Guillermic et David Morvan, 2012, Aligal Production / TVR, 52 min. [voir en ligne]
- Tan Dir ha Kan, film documentaire de Mikael Baudu, 2017, Gwengolo Filmoù/France 3 Breizh, 52 min. [voir en ligne]
- Émission Bali Breizh au cours de laquelle elle fête ses 80 ans, 23 septembre 2012, France 3 Breizh, [voir en ligne]
- « Rod Trip », dans l'émission Bali Breizh, juin 2018, France 3 Breizh, 24 min. [voir en ligne]